# Rainer Esser
Rainer Esser (11 de enero de 1957 en Wolfenbüttel) es un periodista, abogado y gestor de medios alemán. Desde 2011 es director general de DvH Medien GmbH (propietaria de Die Zeit, del Grupo Editorial Handelsblatt y Tagesspiegel). Desde 2015, Esser preside también el consejo de supervisión de la Hamburg Media School.

## Educación
Tras completar una formación bancaria en Deutsche Bank (1975-1977), Esser estudió Derecho en la Universidad de Múnich (1977-1979) y en la Universidad de Ginebra (1979-1980). Entre 1982 y 1983 obtuvo un Máster en Derecho en la Universidad de Georgia en Atenas (EE. UU.). Posteriormente completó su formación práctica en Múnich (1983-1986), donde aprobó el segundo examen estatal con honores. De 1986 a 1987 asistió a la Escuela Alemana de Periodismo (Deutsche Journalistenschule) en Múnich para formarse como redactor.

## Carrera

### Ejercicio como abogado
De 1987 a 1989, Rainer Esser trabajó como abogado en los bufetes «Nörr Stiefenhofer Lutz» de Múnich y «Stegemann Sieveking Lutteroth» de Hamburgo. En 1989, se doctoró en Derecho, magna cum laude, por la Universidad de Ratisbona con una tesis sobre «Demandas contra Estados extranjeros» (Klagen gegen ausländische Staaten).

### Actividad como periodista
Entre 1989 y 1992, Rainer Esser fue redactor jefe de las revistas jurídicas Business Law Europe, Tax Letter Europe y European Business and Tax Law del grupo editorial Bertelsmann International.

### Actividad en editoriales
En 1992 ingresó en Spotlight-Verlag GmbH, donde fue director general y editor de las revistas Spotlight, Écoute, ECOS y adesso hasta 1995.
En 1995, asumió la dirección general del grupo Main-Post. Desde 1999, es director general de Zeitverlag, que publica, entre otras publicaciones de calidad, Die Zeit y Zeit Online. Según la revista HORIZONT, su gestión ha transformado un periódico tradicional en un editor ágil y rentable con un sólido crecimiento de ingresos, que alcanza récords históricos cada vez más altos.

## Otras actividades y membresías (extracto)
Desde 2020, Rainer Esser es miembro del Consejo Asesor de la Fundación Alfried Krupp von Bohlen und Halbach.
Desde 2016 es miembro del consejo de la Fundación AllBright.

## Distinciones
En 2017, Rainer Esser fue nombrado «Gerente de Medios del Año» por kress, el servicio de información para la industria de los medios y las comunicaciones.
En 2023, la revista especializada en marketing, publicidad y medios HORIZONT lo eligió como «Hombre de Medios del Año». 

## Publicaciones
- Klagen gegen ausländische Staaten (Demandas contra Estados extranjeros), tesis, Editorial Peter Lang, Frankfurt am Main (etc.) 1990.